# Rode ibis
De Rode ibis (Eudocimus ruber) is een vogel van de familie van de ibissen en lepelaars (Threskiornithidae). Sommige auteurs delen de lepelaars (Plataleida) in bij een aparte groep.

## Kenmerken
Deze opvallende standvogel heeft een helder, oranjerood verenkleed met zwarte vleugelpunten en een lange, gebogen snavel. Dit verenkleed is bij beide geslachten gelijk. De lichaamslengte bedraagt 56 tot 86 cm en het gewicht 775 tot 925 gram.

## Leefwijze
Rode ibissen vinden hun voedsel vooral op de tast, door met de lange snavel in de weke modder te prikken of heen en weer te zwaaien door het water. Hun voedsel bestaat voornamelijk uit krabben, garnalen, scampi, schelpdieren en waterinsecten.

## Voortplanting
Per keer worden meestal drie tot vijf eieren gelegd, die na een dag of twintig uitkomen. Weer een paar weken later verlaten de jongen het nest, dat zich hoog in een boom, vaak boven het water bevindt. De vogels vormen doorgaans duidelijke broedparen, al vinden veel buitenechtelijke paringen plaats.

## Bescherming
Tot voor kort werden ze meedogenloos gejaagd. Tegenwoordig is de rode ibis dan ook een beschermde vogel.

## Verspreiding
Deze soort komt voor in de kustgebieden van noordelijk Zuid-Amerika, met name van noordelijk en oostelijk Colombia en oostelijk Ecuador tot noordoostelijk Brazilië, langs de gehele noordoostkust van het Amazone stroomgebied in moerasgebieden, mangrovebossen, langs lagunes en getijdenrivieren.
In het mangrovegebied nestelen ze in kolonies. Daarvoor heeft elke vogel maar een klein plekje nodig dat door beide partners wordt verdedigd tegen de buren.

## Externe link

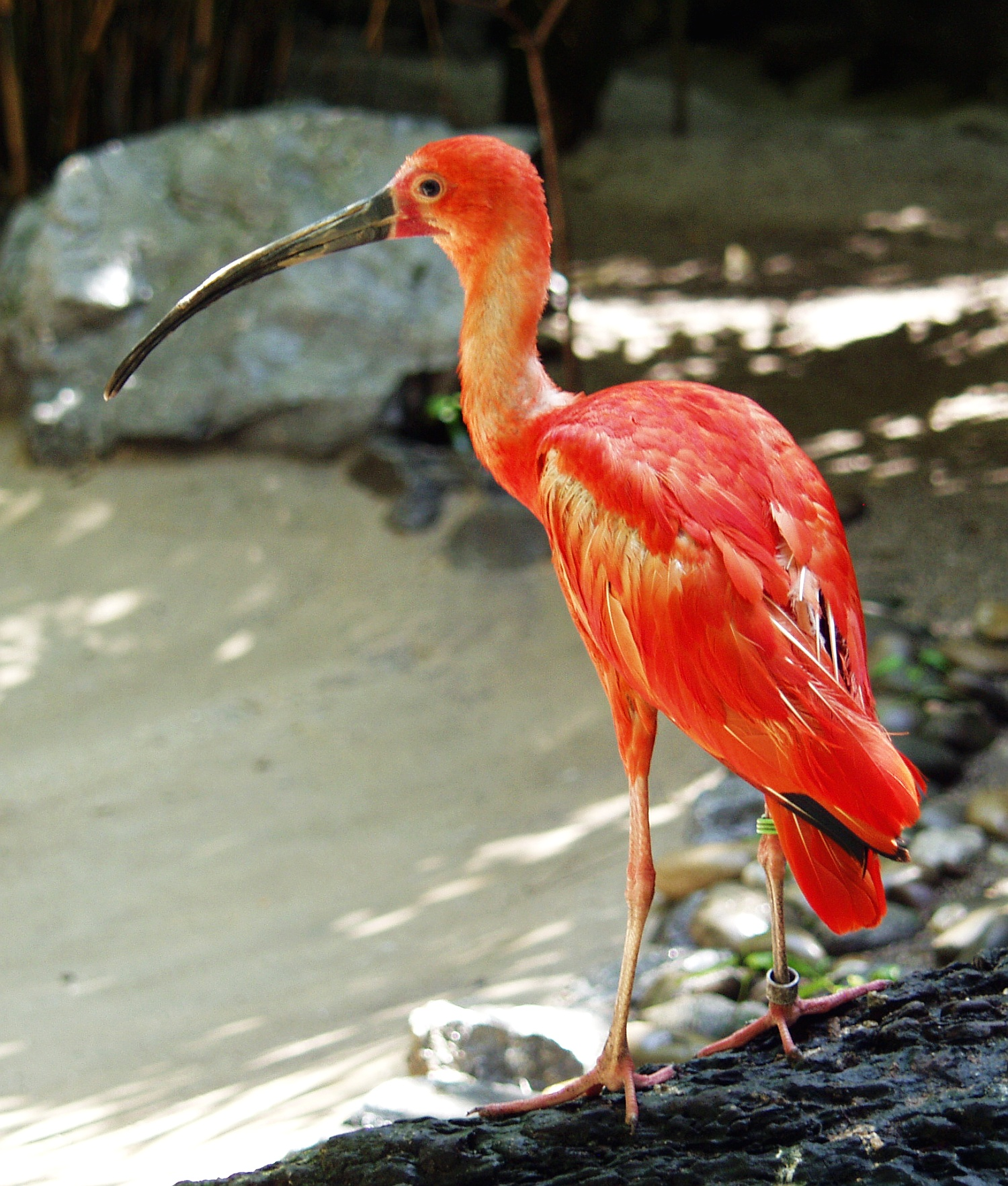
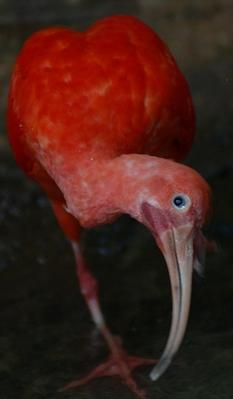
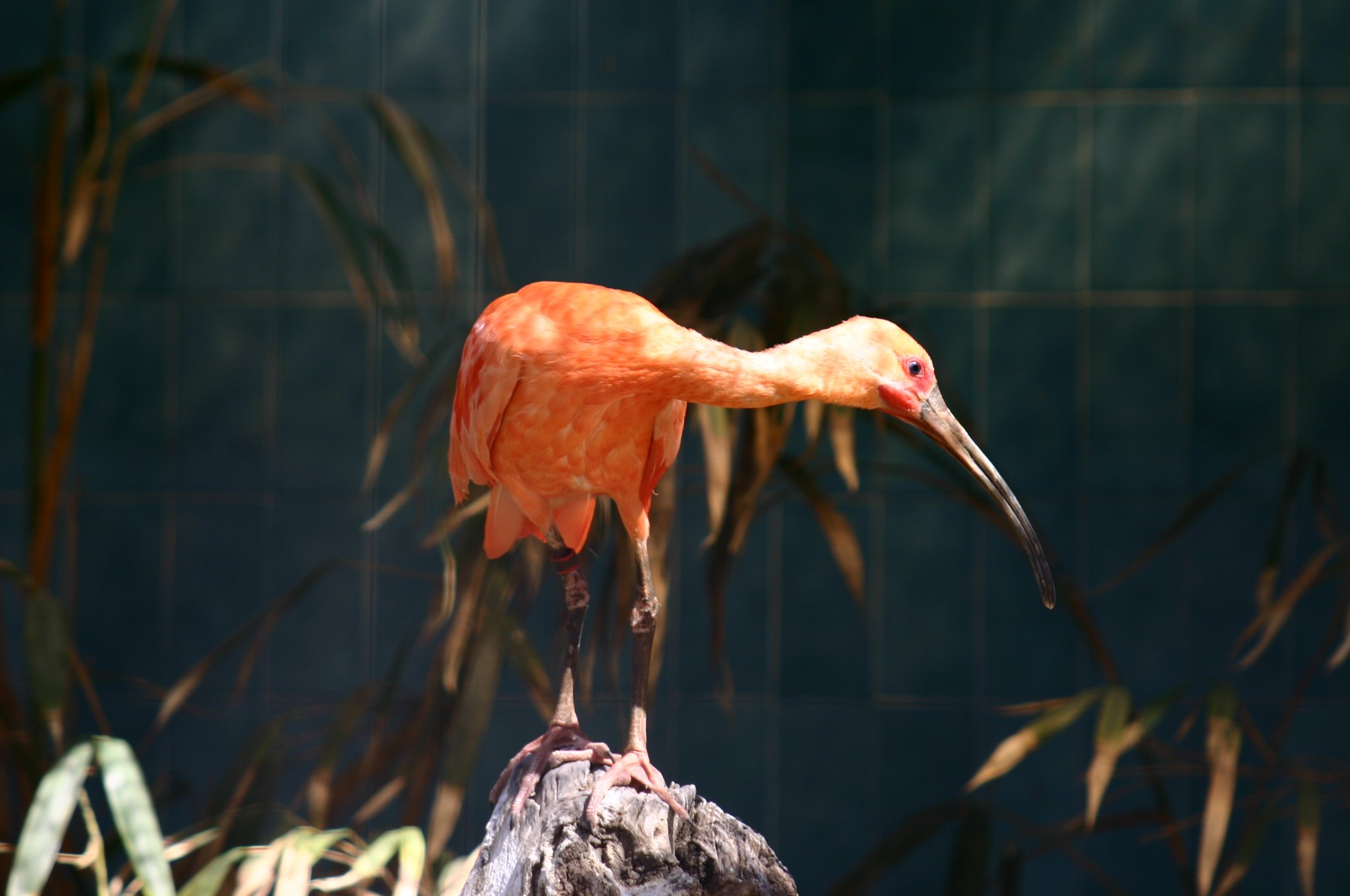